# Anisocentropus magnus
Anisocentropus magnus is een schietmot uit de familie Calamoceratidae. De soort komt voor in het Oriëntaals gebied.